# 西航街道
西航街道，是中华人民共和国贵州省安顺市西秀区下辖的一个乡镇级行政单位。

## 行政区划
西航街道下辖以下地区：
玉龙社区、将军岩社区、南新社区、学苑社区、北航社区、西航社区、龙飞社区、双阳社区、龙井村、西市村、南马村、西王山村、西兴村、瓦窑村、西花村、马厂村、王庄村、土桥村、杉树村、对门村、破木村和甘苑村。